# タイムシークレット
タイムシークレット（Time Secret）は、ボンドソフトから発売されたパソコン向けアドベンチャーゲームシリーズ。メーカーは『長編SFコンピューター小説』と銘打っていた。

## 概要
当時としてはオーソドックスなコマンド入力式のアドベンチャーゲーム。行動範囲が通常の東西南北上下に加えて時間を移動することができ、様々な時代を行き来しながら謎を解いていくのが特長。その内容はApple II で発売されたアドベンチャーゲーム「タイムゾーン」になぞられ、しばし『和製タイムゾーン』と称されることもある。
敵との戦闘では、基本攻撃力+持ちもの（武器）の攻撃力+乱数でお互いのヒットポイントを削り合うRPG要素が取り入れられている。戦闘以外で人に話しかけると「あなたは誰ですか」のような会話文を入力するモードに切り替わる。
特筆すべき点として、グラフィックアドベンチャーにもかかわらず、ハイレゾグラフィックの機能を持たないMZ-700シリーズでも発売され、豊富に持つキャラクターシンボルを巧みに組み合わせて、ハイレゾグラフィックに勝るとも劣らないグラフィックを表現した。なお、モノクロ表示用にMZ-80Kシリーズ版も併売された。
本作品は、ソフトメーカーとしては規模の小さな会社から発売され、広告も雑誌の後ろのモノクロページに細々と掲載される程度で、決して脚光を浴びる境遇ではなかったが、『マイコンBASICマガジン』の「チャレンジAVG&RPG」コーナーで取り上げられ、山下章が高く評価したのをきっかけに知名度が高まり、作者の『ネコジャラ氏』の名前と共に一気にメジャー化した。
タイムシークレットシリーズは優れたシナリオで評価されることが多いが、多くの画像データをオンメモリに詰め込むために、データやプログラムの圧縮はもちろんのこと、通常は使用できない裏RAMエリアも使用するなど、プログラミングテクニックもかなりのものとなっている。
本シリーズは、一作目でメインタイトルが『タイムシークレット』、副題が『第1話 ファラス星の危機』となっていたものが、二作目ではメインタイトルが『タイムトンネル』、副題が『タイムシークレット2』となっている。その為、シリーズではあるものの一作目を『タイムシークレット』、二作目を『タイムトンネル』と呼称するのが一般的である。

## シリーズ作品

### 第1話 ファラス星の危機
西暦2552年の地球の植民惑星『ファラス』を救うため、侵略しているエイリアン『ダナーク人』の弱点を地球の歴史の中から探し出すストーリー。時間移動は、タイムマシン研究所で開発された試作タイムマシン『メタフォトン号』で行う。物語終盤でタイムマシンが壊れてしまうが、あっと驚く方法で現代に帰還するシナリオが用意されている。総画面数は100画面、登場人物15人。本作ではキーパーソンとなる人物は登場しないものの、豪腕の『アドロ』と博識な『イドン』という二体のロボットが登場して、プレイヤーの手助けをする。
副題の『ファラス星の危機』は、映画『スター・ウォーズ』のように続編が作成されてから後付けされたものではなく、最初から付けられていたものである。その為、パッケージにもちゃんと最初から副題が記載されていた。
PC-8001mkII 版はハイレゾグラフィックでも4色しか使用できないため、黒・赤・緑・白の4色でグラフィックが描き直されている。この描き直しは移植スタッフのLEMIが担当した。

### 第2話 タイムトンネル
前作でダナーク人を倒すアイテムを手に入れ、一路ファラス星に向かうが、途中で隕石と激突してしまい、全てを失った状態で惑星ベガサイドの宇宙ステーションに漂着したところから物語は始まる。再び地球の歴史を旅して、何としてもダナーク人の侵攻を撃退するのが今回の目的。時間移動は、惑星ベガサイドで開発された『タイムトンネル』で行う。総画面数は前作より増えて140画面、登場人物21人。本作よりキャラクターデザインとしてLEMIの名が正式にクレジットされるようになった。
本作はマルチエンディングが採用され、バッドエンドを含めてエンディングが4種類存在する。また、作中でヒロインが設定され、ヒロインと結婚するエンディングも存在する。本作ではボリュームが増えたためデータがオンメモリで収まりきらなくなり、テープ版ではタイムトンネルのコントロールゲートに入る時と、ゲートを出てベガサイドに戻る時でロードがそれぞれ発生する。
前作では他の時代に移動するために、いちいちタイムマシンの着地してある画面までマップを戻る必要があったが、本作ではどの画面からでも「ワープ」と入力することで、直接タイムトンネルのコントロールゲートに戻れるようになった。
前作がそこそこヒットしたため、本作では対応機種が大幅に追加された。また、通販限定で本作のキャラクターを用いたポストカードが8枚組400円で販売された。

#### 主な登場人物
ハインライン長官（スティーブ・ハインライン）
惑星ベガサイドの長官。元は20世紀の人物で大手パソコンメーカー『Orange』の社長であったが、重い病にかかり当時の医療技術では治せなかったため人工冬眠に入り、2530年に目覚める。その後、惑星ベガサイドに移住し結婚、一女を授かる。夫人は一年前に死亡。どういう経緯で長官の座にまで上り詰めたのかは謎に包まれている。
名前の由来は、Apple創業者のスティーブ・ジョブズと、SF作家のロバート・A・ハインラインから。
エリーゼ・ハインライン
ハインライン長官の一人娘。ベガサイド星にダナーク人が攻めてくることを案じている。
プレイ中に過去の歴史に干渉すると、彼女が生まれてこない世界に変わることがある。
名前の由来は、ベートーベンの有名な曲から。
ポコペン
ダナーク人。過去の地球に諜報員として訪れるが、宇宙船が壊れたため、乞食となってその時代に留まっている。

### 第3話 （未発売）
雑誌広告等で第3話の作成が告知されており、1985年中の発売を目指していたが、結局発売されることはなかった。広告掲載の記事によれば、一度解いた後でゲームを再度プレイすると、前にプレイしていた自分自身が登場して、違うシナリオに分岐する内容を目指していた。

## 関連作品
不思議の森のアドベンチャー
ネコジャラ氏がタイムシークレットシリーズを手がける前に作成したアドベンチャーゲーム。発売機種はMZ-700およびMZ-80Kシリーズのみで、キャラクターシンボルのみでグラフィックアドベンチャーを形成することに成功したMZ版タイムシークレットシリーズの原典に当たる作品。ゲーム性はタイムシークレットとはかなり異なり、『ミステリーハウス』のような、限られた空間で純粋に謎解きを楽しむ内容となっている。
eRa（エラ）
パスカルII が iモードポータルサイト上で公開していた、ネコジャラ氏作の『時空間謎解き旅行アドベンチャーゲーム』。タイムシークレットをベースとした内容になっている。2004年にサイト閉鎖と共に公開終了。
daNa（ダナ）
eRaの続編。予告編の公開に留まり作品としては完成しなかった。現在は同じく公開終了。

## トリビア
シリーズを通して、物語のどこかで作者自身か、作者にまつわるものが必ず登場する。
度々取り上げられるネタとして、『食べられないものを食べようとすると、腹を壊してゲームオーバー』というのがある。
通常、戦っても勝てない相手を突破するには戦闘ではなくアイテムを使用するが、戦闘には乱数的要素も含まれるため、極めて低い確率ではあるが、本来使用するはずのアイテムを使わずとも戦闘で強引に突破することができてしまう。
『タイムトンネル』のストーリー後半で出てくる『コマンドを実行する毎に5分が経過して、無駄なコマンドを入力しているとタイムオーバー』というシステムは、『タイムゾーン』と同じシエラオンライン社製のアドベンチャーゲーム『ミッションアステロイド』に先例がある。
第一作『タイムシークレット』のパッケージ裏面には、通信販売でありがちな「モニターの感想」が実際に記載されていた。